# Лаупа
Ла́упа (ест. Laupa küla) — село в Естонії, у волості Тюрі повіту Ярвамаа.

## Населення
Чисельність населення на 31 грудня 2011 року становила 187 осіб.

## Географія
Через населений пункт проходить автошлях 5 (Пярну — Раквере — Симеру).